# Gestion des services de publication
Pour les articles homonymes, voir GSP.
La Gestion des Services de Publication, abrégée GSP ou la gestion des services d'impression (MPS pour Managed Print Services en anglais), désigne les méthodes et les outils qui permettent de gérer et d'optimiser des dispositifs de production de documents tel qu'un parc d'imprimante et de multicopieur.
Cette gestion des services de publication est facilitée par des solutions logicielles clés qui entrent dans l'une des quatre catégories suivantes :
- La gestion des impressions, pour gérer le volume, le coût et la nature de l'impression secondé par une authentification des utilisateurs ;

- La télémaintenance, pour surveiller, entretenir et gérer les périphériques de publication dans un environnement ;

- La découverte et l'analyse des besoins de conception, pour planifier les changements nécessaires dans la mise en œuvre d'une GSP ;

- Le routage, pour acheminer les documents numérisés vers différentes destinations, y compris les serveurs de fax, des dossiers réseau, e-mail ou flux de travail.

## Histoire et finalité
Avec la mutation des imprimantes et des photocopieurs en multi-copieurs numériques, la recherche constante de la diminution des couts d'impression et la disparition des logiciels locaux au profit d'applications SaaS, la gestion des services d'impression évolue vers une gestion plus globale qui englobe, outre l'impression, toute la chaine de publication. À terme, cette nouvelle gestion des services de publication a pour objectif d’intégrer tout le suivi de la production de documents, de l'édition à la publication, en passant par l'archivage et le classement (GED).

## Liste des logiciels de GSP

### Propriétaires
- Canon e-Maintenance, solution de télémaintenance ;
- Konica Minolta Archange, solution de télémaintenance ;
- KPAX Manage ;
- Kyocera KYOfleetmanager ;
- Nuance SafeCom Smart Printing ;
- OKI Smart ;
- PaperCut MF ;
- Ricoh @Remote ;
- Xerox XPS XDA.